# Цайдам (улус)
Ца́йдам (бур. Сайдам — «солончаковое место») — улус в Селенгинском районе Бурятии. Входит в сельское поселение «Гусиное Озеро».

## География
Расположен в степи Гусиноозёрской котловины, в 1 км от южного берега Гусиного озера, в 6,5 км к востоку от села Гусиное Озеро (9 км по автодороге), в 23 км к юго-западу от Гусиноозёрска (34 км по автодороге) и в 118 км от Улан-Удэ.
Вдоль северной окраины села простираются озёра Цайдам (цепь мелководных заболоченных озёр длиной 3,8 км и шириной до 0,4 км, отделённая от Гусиного озера полосой солончаковой степи шириной 500—600 м), через озёра протекает вытекающая из Гусиного озера река Баян-Гол. В 1 км к югу от улуса находится озеро Цаган-Нур.
В 2 км к востоку от Цайдама высятся отвалы бывшего Холбольджинского угольного разреза, переходящие к юго-востоку в безлесный массив Тойон. К западу и юго-западу от улуса лежит Тамчинская равнина.
Через улус проходит подъездная дорога к селу Гусиное Озеро от автодороги Р440 Гусиноозёрск — Закаменск. Ближайшая ж.-д. станция — Гусиное Озеро (на линии Улан-Удэ — Улан-Батор).

## Население
| 2002 | 2008 | 2010 |
| ---- | ---- | ---- |
| 177  | ↘148 | ↗206 |

## Инфраструктура
Фельдшерско-акушерский пункт.

## Известные личности
- Дампил Гомбоев (1831—1896) — 10-й Пандито Хамбо-лама, уроженец местности Цайдам; в 2007 году близ улуса установлен посвящённый его памяти субурган.